# Darvas
Darvas là một thị trấn thuộc hạt Hajdú-Bihar, Hungary. Thị trấn này có diện tích 42,31 km², dân số năm 2010 là 554 người, mật độ 13 người/km².